# Dialeurolonga communis
Dialeurolonga communis là một loài côn trùng cánh nửa trong họ Aleyrodidae, phân họ Aleyrodinae.
Dialeurolonga communis được Bink-Moenen miêu tả khoa học đầu tiên năm 1983.